# (4827) Дарес
(4827) Дарес (лат. Dares, дав.-гр. Δάρης) — троянський астероїд Юпітера, який рухається в точці Лагранжа L5, в 60° позаду планети. Астероїд 17 серпня 1988 року відкрила Керолін Шумейкер у Паломарській обсерваторії. Названий на честь персонажа давньогрецької міфології Дареса.
Фотометричні спостереження, проведені 1994 року, дозволили отримати криві блиску цього тіла, з яких випливало, що період обертання астероїда навколо своєї осі дорівнює 18,995 ± 0,028 годин, зі зміною блиску в міру обертання 0,24 ± 0,02 m.